# René Vierne
Pour les articles homonymes, voir Vierne.
René Vierne, né à Lille le 11 mars 1878, mort pour la France dans la Marne le 29 mai 1918, est un organiste et compositeur français.

## Biographie
Il était le frère cadet du compositeur et organiste Louis Vierne. 
Poussé par sa mère, il entre au Petit Séminaire catholique à Versailles en 1889 où il travaille la musique avec le chanoine Poivet. Mais ne se sentant pas la vocation, il quitte le séminaire et décide de se consacrer à la musique. Il prend des leçons d’orgue, de contrepoint et de fugue avec son frère Louis. Ensuite, il étudie avec Alexandre Guilmant au Conservatoire de Paris et obtient son Premier Prix d’orgue et d’improvisation en 1906. 
En 1897, il obtient un poste d’organiste à la chapelle du Couvent de l'Annonciation de Paris, rue du Faubourg-Saint-Honoré à Paris. En 1904, il succède à Camille Andrès (1864-1904) comme titulaire du Cavaillé-Coll (1877) de Notre-Dame-des-Champs.
Également hautboïste, il effectue une année conditionnelle de 1899 à 1900 dans la musique du 32e de ligne. De 1904 à 1905, il reprend volontairement l’uniforme et rejoint la musique militaire stationnée à Reims. 
Dès la déclaration de guerre, il est mobilisé et part pour le front le 8 août 1914. Le 29 mai 1918, à huit heures du matin, sur le plateau de Branscourt (Marne), il est tué par un éclat d’obus autrichien, quelques mois avant la fin de la guerre. Il venait d’avoir 40 ans. Son frère n’apprendra sa mort qu’un mois plus tard.

## Œuvres
- Sortie
- Méditation
- Élévation pour orgue ou harmonium, in H. Delépine - Archives de l’Organiste, vol. IV, Procure générale de musique, Arras (v. 1910).
- Prélude grave en fa dièse mineur (1908)
- Canzona en si majeur
- Sept Pièces pour les Vêpres du commun des Saints (1909) : I. Domine quinque talenta tradidisti mihi (Antienne du 1er Mode) - II. Euge, serve bone (Antienne du 1er Mode) - III. Fidelis servus et prudens (Antienne du 3e Mode) - IV. Beatus ille servus (Antienne du 7e Mode) - V. Serve bone et fidelis (Antienne du 7e Mode) - VI. Similabo eum viro sapienti (Antienne du 1er. Mode) - VII. O Doctor optime (Antienne du 2e Mode).
- Trois interludes pour l’hymne Ave maris stella : 1. Andantino - 2. Lento sostenuto - 3. Maestoso e marcato.
- Dix Pièces de différents styles (1909) : 1. Entrée – 2. Prélude Funèbre – 3. Prière – 4. Prélude fugué – 5. Sortie - Postlude - Caprice.
- 12 Pièces de différents caractères, de la Méthode pour orgue-Harmonium (1913) : 1. Pastorale - 2. Prélude - 3. Offertoire - 4. Prière - 5. Intermezzo - 6. Prélude en forme de canon - 7. Noël - 8. Offertoire - 9. Cantabile - 10. Absoute - 11. Épithalame - 12. Marche de procession.
- 3 Offertoires op. 10 : Offertoire sur un thème breton - Offertoire sur un thème original – Offertoire sur la prose Inviolata.
- Cinq Improvisations pouvant servir de versets de Magnificat ou d’interludes de psaumes, in Les Maîtres contemporains de l'orgue, vol. 1, par l'abbé Joseph Joubert, Sénart, 1912.
- Toccata en sol mineur, in Les Maîtres contemporains de l'orgue, vol. 4, par l'abbé Joseph Joubert, Sénart, 1914.
- Canzona en si bémol majeur, in Les Maîtres contemporains de l'orgue, vol. 8, par l'abbé Joseph Joubert, Sénart, 1914.
- Messe Basse op. 8 pour harmonium (in «Nouveau Répertoire d'Œuvres Modernes», Série II, 1914) : I. Entrée – II. Offertoire – III. Élévation – IV. Communion – V. Sortie.
- Intermezzo en ré majeur (éd. Posth. 1926)

## Rééditions
- Méditation en fa majeur, Prélude grave en fa # mineur, Canzona en si bémol majeur, Intermezzo en ré majeur - Les Vêpres du Commun des saints (Domine quinque talenta tradidisti mihi, Euge serve bone, Fidelis servus et prudens, Beatus ille servus, Serve bone et fidelis, Similabo eum viro sapienti, O Doctor optime) - Gavotte extraite de la 2e sonate de violon de J.S. Bach, in Œuvres pour orgue et orgue expressif, Vol. I : Les pièces pour Grand Orgue, Société de Musique Française du XIXe siècle-Publimuses, 2012.
- Cinq improvisations pour orgue ou harmonium pouvant servir  de I° Versets de Magnificat ou II° Interludes de psaumes - 4 Interludes de procession pour l'hymne Pange lingua - 3 Interludes pour l'hymne Ave maris stella - Les Vêpres de Pâques (Petit carillon, 1er Interlude, 2e Interlude, Sortie douce), in Œuvres pour orgue et orgue expressif, Vol. II : Hymnes et Versets, Société de Musique Française du XIXe siècle-Publimuses, 2012.

### Partitions
- « Vierne, René » (partitions libres de droits), sur l'IMSLP